# Дора Балтеа
Дора Балтеа је река у северозападној Италији, лева притока реке По. Највећа је река Пијемонта. Извире испод Мон Блана и прави долину Аосте. Дуга је 160 km, са површином слива 3 920 km². Долином реке пролазе путеви који воде преко Малог светог Бернарда у долину реке Изер у Француској, а преко Великог Светог Бернарда у долину горње Роне у Швајцарској